# 다쓰미정
다쓰미정(일본어: 巽町)은 일본 오사카부 나카카와치군에 설치되었던 정이다. 현재의 오사카시 이쿠노구의 일부에 해당한다.

## 역사
- 1889년 4월 1일 - 정촌제 시행에 다라, 시부카와군 다쓰미촌(巽村)이 발족.
- 1896년 4월 1일 - 군 통폐합에 따라 나카카와치군 소속으로 변경.
- 1948년 1월 1일 - 정제 시행으로 다쓰미정(巽町)이 됨.
- 1955년(昭和30年)4월 3일 - 오사카시 제3차 시역 확장에 따라, 오사카시 이쿠노구에 편입됨.